# Dženis Burnić
|  | Maskinoversættelse og/eller tvivlsomt indhold Denne sides indhold bærer præg af at være en maskinoversættelse og/eller meget dårligt og uklart formuleret. Det vurderes at sproget er så dårligt og eventuelt forkert eller til at misforstå, at det bør omskrives eller oversættes på ny. Du kan hjælpe med at oversætte til korrekt dansk i denne og lignende artikler. Hvis dette ikke sker inden for kort tid, kan en sletning komme på tale. Se evt. denne sides diskussionsside eller i artikelhistorikken. |

Dženis Burnić (født 22. maj 1998 i Hamm) er en tysk fodboldspiller. Han har siden sin barndom spillet i Borussia Dortmund.

## Karriere
Burnić er søn af bosniske forældre og født i Hamm. Han voksede op i bydelen Heessen. Hans første klub var SV 26 Heessen. I en alder af syv skiftede han til ungdomsholdet hos Borussia Dortmund.